# Nicola Calipari
Nicola Calipari, italijanski policist, obveščevalec in general, * 23. junij 1953, Kalabrija, † 4. marec 2005, Irak.
Calipari je bil pripadnik SISMIja, ki je umrl med reševalno akcijo italijanske novinarke Giuliane Sgrena v Iraku.